# Xã Burleigh, Michigan
Xã Burleigh (tiếng Anh: Burleigh Township) là một xã thuộc quận Iosco, tiểu bang Michigan, Hoa Kỳ. Năm 2010, dân số của xã này là 787 người.